# Moore Hall (Lough Carra) SAC
Moore Hall (Lough Carra) SAC este o arie protejată (arie specială de conservare — SAC, sit de importanță comunitară — SCI) din Irlanda întinsă pe o suprafață de 0,08 ha, integral pe uscat.

## Localizare
Centrul sitului Moore Hall (Lough Carra) SAC este situat la coordonatele 53°42′48″N 9°13′35″W / 53.713451°N 9.226345°V.

## Înființare
Situl Moore Hall (Lough Carra) SAC a fost declarat sit de importanță comunitară în mai 1998 pentru a proteja un număr necunoscut de specii din flora spontană și fauna sălbatică aflate în arealul zonei. Situl a fost protejat și ca arie specială de conservare în mai 2016.

## Biodiversitate
Situată în ecoregiunea atlantică, aria protejată nu include niciun habitat protejat.
La baza desemnării sitului se află un număr nedeclarat de specii protejate.